# Želeč (ort i Tjeckien, Södra Böhmen)
Želeč är en ort i Tjeckien.   Den ligger i regionen Södra Böhmen, i den centrala delen av landet, 90 km söder om huvudstaden Prag. Želeč ligger 474 meter över havet och antalet invånare är 791.
Terrängen runt Želeč är platt. Runt Želeč är det glesbefolkat, med 16 invånare per kvadratkilometer. Närmaste större samhälle är Tábor, 10,7 km norr om Želeč. Omgivningarna runt Želeč är en mosaik av jordbruksmark och naturlig växtlighet.